# 卡夏
卡夏（義大利語：Cascia），是意大利佩鲁贾省的一个市镇。总面积181.09平方公里，人口3260人，人口密度18.0人/平方公里（2009年）。ISTAT代码为054007。